# M. Night Shyamalan

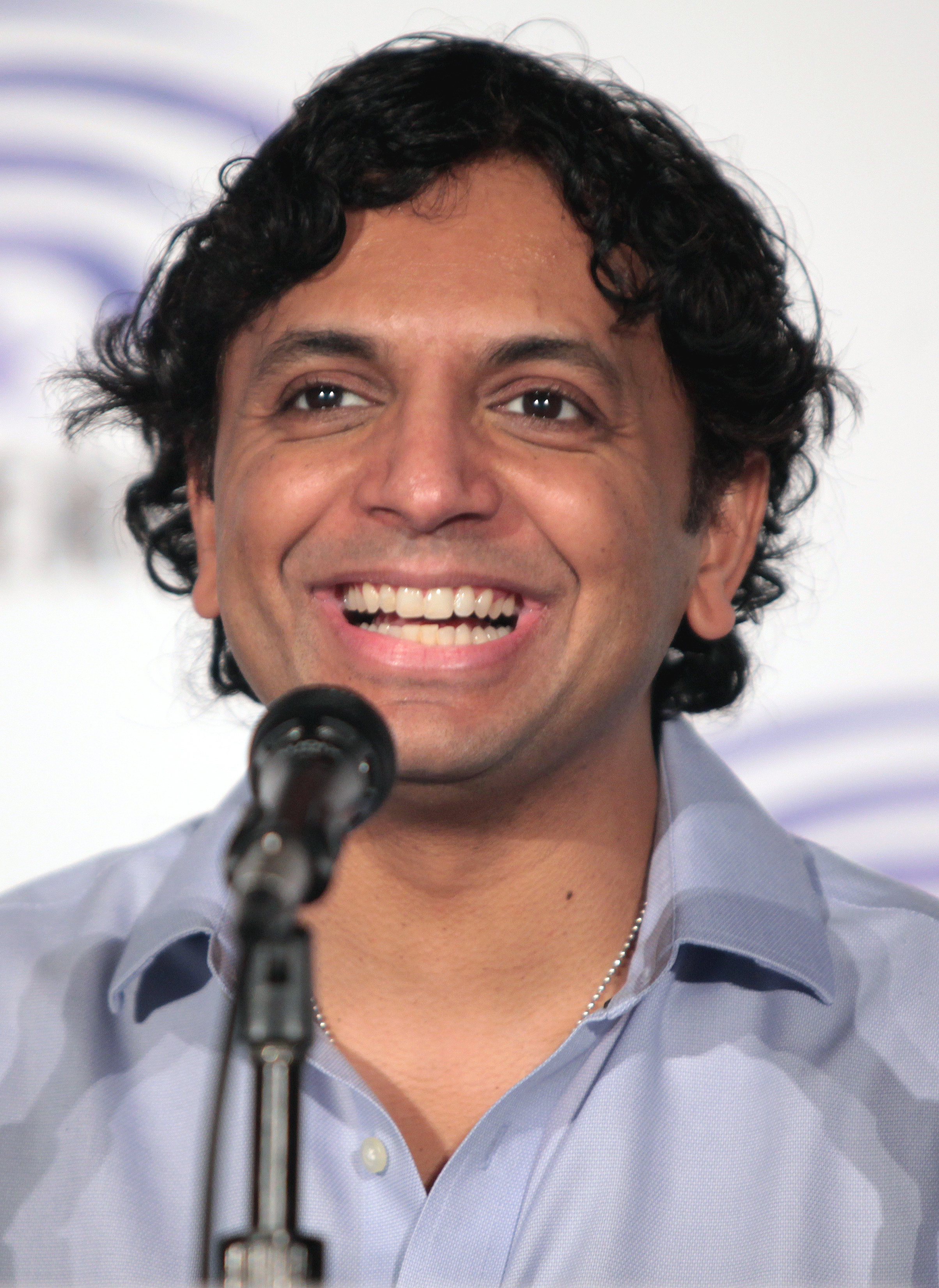
M. Night Shyamalan auf der WonderCon 2016 in Los Angeles

M. Night Shyamalan ['ʃæ.mæ.lɔːn] (* 6. August 1970 in Mahe, Indien; eigentlich Manoj Nelliyattu Shyamalan) ist ein US-amerikanischer Filmregisseur, Drehbuchautor, Produzent und Schauspieler indischer Herkunft. Shyamalan drehte zu Beginn seiner Karriere Independent-Filme, die nur mäßigen Erfolg hatten. Durch den Psychothriller The Sixth Sense fand er 1999 internationale Beachtung. Der Film erzielte ein weltweites Einspielergebnis von rund 670 Millionen US-Dollar und erhielt unter anderem sechs Oscar-Nominierungen.
Mit seinen darauffolgenden Filmen konnte er hingegen immer schwerer an frühere Erfolge anknüpfen. Die Kritiken fielen zunehmend negativer aus, insbesondere für The Happening (2008), Die Legende von Aang (2010) und After Earth (2013). 2015 gelang Shyamalan mit der Fernsehserie Wayward Pines und der Horrorkomödie The Visit nach Meinung zahlreicher Kritiker ein Comeback. Sein darauffolgender Film Split konnte diesen Trend bestätigen. Der Kritikerkonsens zu Split auf Rotten Tomatoes lautete: „Split dient in mehreren Rollen als dramatische Tour de Force für James McAvoy – und ist eine gelungene Rückkehr für M. Night Shyamalan zu packender Form.“ Die dazugehörige Fortsetzung Glass erfuhr hingegen eine deutlich negativere Resonanz und wurde insbesondere für ihr Ende kritisiert.
Shyamalans Filme sind dem Genre des Fantasy- bzw. Horrorfilms zuzuordnen. Sie erzeugen Spannung unter anderem durch subtile Bedrohungsszenarien und durch eine Psychologie der Angst. Die wesentlichen Konstanten in Shyamalans Werk sind melodramatische Ereignisse in einer Familie oder bedrohliche, mysteriöse Phänomene, denen meist Kinder aufgeschlossen gegenüberstehen. Zentrale Themen sind Selbstbestimmung und -findung sowie Glaube und Religion. Ebenfalls typisch sind kleinere Nebenhandlungen, die plötzlich eine wichtige Rolle im Film einnehmen, sowie die verschiedenen Bedeutungen der Farben. Des Weiteren enden die Filme oft überraschend („Plot Twist“), was als Shyamalans Markenzeichen interpretiert wurde.

## Leben
Die Eltern Nelliate C. Shyamalan und Jayalakshmi Shyamalan wohnten in der Kleinstadt Mahe, an der Südwestküste Indiens. Der Vater, heute im Ruhestand, war von Beruf Kardiologe, seine Frau Gynäkologin. Beide entstammten Arztfamilien: Jayalakshmi hat acht Geschwister, von denen fünf Mediziner wurden, ihr Mann war einer von sieben Ärzten in seiner Familie. 1960 wanderten sie in die USA ein und ließen sich in einer Vorstadt von Philadelphia nieder. Vier Jahre später kam das erste Kind, Veena Shyamalan, zur Welt. Als Jayalakshmi erneut schwanger wurde, beschloss sie nach Indien zurückzukehren, um dort ihren Sohn zu gebären. Sie genoss die Anwesenheit der Familie, bis ihr zweites Kind, Manoj Nelliyattu Shyamalan, am 6. August 1970 in Mahe geboren wurde. Nach weniger als einem Jahr flog sie mit ihrem Sohn zurück in die USA.
Manoj Shyamalan wuchs in einem Vorort Philadelphias wohlbehütet auf. Er wurde von seinen Eltern wegen der Disziplin auf die römisch-katholische Privatschule Waldron Mercy Academy in Merion geschickt. Das rigide, disziplinierte Erziehungsverfahren störte ihn rückblickend nicht. „Im Gegenteil“, erinnert sich Shyamalan, „ich war sogar ziemlich glücklich, weil alle die gleichen Schuluniformen besaßen und ich mich so als indisches Außenseiterkind gleichbehandelt fühlte.“ Danach ging er auf die Episcopal Academy, ebenfalls eine Privatschule in Merion. Trotz der strengen Schulerziehung genoss er während seiner Kindheit und Jugend im Elternhaus viel Freiheit. Hinduistisch geprägte Lebenskultur zu Hause und strenger Katholizismus in der Schule – dieses „Wechselspiel“ zwischen den beiden Religionen hat Shyamalan tief geprägt: Bestimmung, Selbstfindung und die Suche nach höherer Erkenntnis werden später wichtige Themen in seinen Filmen sein.

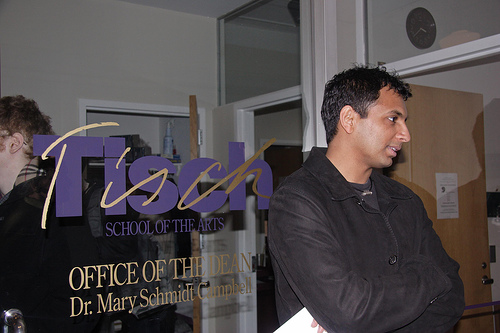
Shyamalan vor der Tisch School of the Arts

Shyamalan zeigte bereits in frühen Jahren Interesse für den Film. Einerseits beeinflusste ihn ein Buch von Spike Lee, in dem dieser erzählt, wie er seinen ersten Film ohne Geld und Produzent gedreht hat. Andererseits sammelte er wertvolle Erfahrungen mit der Super-8-Kamera seines Vaters. „Manche Kinder sehen Ärzte im Fernsehen und mögen, was sie zu sehen bekommen. Manoj schaute auch, und er mochte den Fernseher, nicht die Ärzte“, stellte dieser später fest. Shyamalan begann im Alter von zehn bis zwölf Jahren – die Angaben variieren – die ersten Kurzfilme zu drehen. Mit sechzehn oder siebzehn – erneut sind die Quellen nicht eindeutig – hatte er, beeinflusst durch Filmemacher wie Steven Spielberg oder Alfred Hitchcock, fünfundvierzig kleine Eigenproduktionen realisiert, die er später auf DVDs zu manch seiner Filme veröffentlichte.
Nachdem Shyamalan die Schule beendet hatte, entschied er sich, die New Yorker Tisch School of the Arts zu besuchen, obwohl es seinem Vater lieber gewesen wäre, wenn er Medizin studiert hätte. Während des Studiums lernte er die indische Psychologiestudentin Bhavna Vashani kennen; sie heirateten 1993 und haben heute drei Töchter.
1992 schloss Shyamalan sein Filmstudium mit einem Bachelor ab und änderte seinen Namen. Beeinflusst wurde er dabei von seinen ehemaligen Mitstudenten, die ihn mit Spitznamen Night genannt hatten. Er tauschte Nelliyattu durch Night aus und kürzte Manoj auf M. ab. So entstand sein aktueller Name M. Night Shyamalan.
Im Oktober 2001 gründete Shyamalan mit seiner Frau zusammen die M. Night Shyamalan Foundation (MNS Foundation). Die Organisation fördert Nachwuchsführungskräfte dabei, Armut und soziale Ungerechtigkeiten zu bekämpfen, u. a. in Afrika, Indien, Mittelamerika und den USA.
Shyamalan lebt mit seiner Familie in Philadelphia, wo er außerhalb der Stadt die eigene Produktionsfirma Blinding Edge Pictures in einer umgebauten Farm untergebracht hat. Der Grund für sein Bleiben in dieser Gegend – trotz mehrerer Angebote aus Hollywood – ist auf die Nähe zur Familie, zu der Verwandtschaft und Gemeinde zurückzuführen. Shyamalan meint außerdem, die Distanz zu Hollywood halte seine künstlerische Perspektive frisch und sagt:

„Ich wohne in Pennsylvania, in der Nähe von Philadelphia. Dort schreibe ich meine Drehbücher und leite die Nachproduktion meiner Filme. Es ist eine idyllische Region, fast übernatürlich. […] Man findet dort sehr schöne und alte Häuser. Ich habe die Angewohnheit, dort mit meinen Freunden spazieren zu gehen, und diese ruhigen, friedlichen Orte inspirieren mich für angsteinflößende Geschichten.“

## Filmische Laufbahn

### Durchwachsene Anfänge (1992–1998)
Als Student der New Yorker Tisch School of the Arts drehte Shyamalan im Jahr 1992 seinen ersten Spielfilm, Praying with Anger. Die Finanzierung der Dreharbeiten wurde teilweise vom American Film Institute gefördert. Auch die Eltern, die als Produzenten fungierten, unterstützten das Projekt finanziell. Das autobiografische Filmdrama erzählt die Geschichte eines indischen Jungen, gespielt von Shyamalan selbst, der in den USA aufwächst und nach dem Studium sein Herkunftsland erforscht. Shyamalan reiste nach Indien und drehte vor Ort. Praying with Anger wurde auf dem internationalen Filmfestival in Toronto am 12. September 1992 vorgeführt und ein Festivalerfolg: Teilweise wurde das Drama „enthusiastisch gelobt“. Nachdem der Film eine Woche lang in nur wenigen amerikanischen Kinos gelaufen war und dort siebentausend US-Dollar eingespielt hatte, zeichnete ihn das American Film Institute im Juli 1993 als Debütfilm des Jahres aus. Außerdem wurde er für die First Look Series der Kunststiftung New York Foundation of the Arts ausgewählt.
Im darauffolgenden Jahr schrieb Shyamalan das Drehbuch Labor of Love, das er für 250.000 US-Dollar an 20th Century Fox verkaufte. Ursprünglich sollte Shyamalan auch die Regie übernehmen. Doch im Nachhinein lehnte das Studio die Regieführung ab: Das Skript wurde bis heute nicht verfilmt.
Anschließend entwarf Shyamalan ein neues Drehbuch mit dem Titel Wide Awake, in dem er die Suche eines Jungen nach Gott darstellt. Shyamalan kontaktierte das Miramax-Studio, die das Skript annahmen und ihm erlaubten, den Film selbst zu inszenieren, da ihnen Praying with Anger gut gefallen hatte. Ihm wurde ein Budget von sechs Millionen US-Dollar zur Verfügung gestellt. 1995 begannen die Dreharbeiten. Der Film kam drei Jahre später, 1998, in die amerikanischen Kinos. Das Drama spielte lediglich dreihunderttausend Dollar ein und wurde so zu einem finanziellen Misserfolg. Shyamalan geriet mit dem Miramax-Chef Harvey Weinstein aneinander, der nach der Nachproduktion einen Neuschnitt des Films verlangte. Rückblickend betrachtet der Regisseur diesen Konflikt mit Miramax und seinen Misserfolg als wertvolle Erfahrungen, die ihm erst seine „wirkliche“ Karriere erlaubt hätten.
Columbia Pictures trug ihm nach der Fertigstellung von Wide Awake auf, das Drehbuch für den Fantasy-Kinderfilm Stuart Little zu schreiben. Er willigte ein und verfasste es zusammen mit Gregory J. Brooker anhand des gleichnamigen Kinderbuches. Inszeniert von Rob Minkoff, wurde der Film 1999 ein finanzieller Erfolg.
Im Juni 2013 gab Shyamalan bekannt, dass er als Ghostwriter das Drehbuch für den 1999 erschienenen Film Eine wie keine (She’s All That) geschrieben hat. Dabei handelt es sich um eine US-amerikanische Highschoolkomödie – ein für Shyamalan eher untypisches Genre. Der Film wurde ein kommerzieller Überraschungshit.

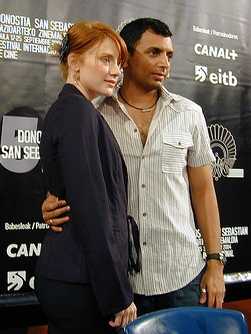
M. Night Shyamalan mit der Schauspielerin Bryce Dallas Howard auf dem internationalen Filmfestival von San Sebastian 2006.

### Internationaler Durchbruch (1999–2004)
1999 gelang Shyamalan mit seiner dritten Regiearbeit, dem Psychothriller The Sixth Sense, der internationale Durchbruch – 672 Millionen US-Dollar spielte der Film weltweit ein. Nachdem er das Skript mühsam erarbeitet hatte, beauftragte er seinen Agenten der United Talent Agency, einen „Bieterwettbewerb um das Drehbuch auszuloben“. Der minimale Kaufpreis sollte eine Million US-Dollar sein. David Vogel von der Walt Disney Company zeigte sich interessiert und erwarb die Rechte an der Geschichte, ohne Rücksprache mit seinen Vorgesetzten, für drei Millionen US-Dollar und engagierte den jungen Shyamalan als Regisseur. Letzterer konnte sich dabei die weitgehende künstlerische Kontrolle über das Projekt sichern. Als die Disney-Manager von dem Erwerb erfuhren, verkauften sie die Rechte an Spyglass Entertainment weiter, sicherten sich aber 12,5 % der Einspielergebnisse. Beim Dreh freundete sich Shyamalan mit Sam Mercer an, einem der Produzenten des Films, der bis zum Jahr 2010 alle von Shyamalan gedrehten Filme produzierte. In Deutschland sahen den Film in der Startwoche 1.006.235 Zuschauer im Kino, was den erfolgreichsten Start eines Shyamalan-Films in der Bundesrepublik darstellt.
Der Regisseur zeigte sich von dem enormen Erfolg seines Thrillers über das Leben nach dem Tod überrascht:

„Ich komme selbst nicht mehr aus dem Staunen heraus […] Die ganze Idee des Lebens nach dem Tod muss die Leute faszinieren. […] Und […] dieses überraschende Ende, über das die Leute tagelang reden. Viele sind mehrmals in den Film gegangen, um die Geheimnisse zu entschlüsseln, die man erst beim zweiten Sehen begreift.“

Der Film erhielt sehr positive Kritiken und war auch kommerziell sehr erfolgreich. Dies führte dazu, dass Shyamalan die Regie bei einer Neuverfilmung des Klassikers Planet der Affen angeboten wurde. Er lehnte jedoch ab, weil er den Film nicht in Philadelphia drehen konnte, sondern dazu nach Hollywood hätte gehen müssen.
Während der Dreharbeiten zu The Sixth Sense hatte er außerdem schon ein eigenes, neues Skript verfasst, in dem er erneut eine Filmfigur für Bruce Willis erfand. Dieser nahm das Angebot an, in einem weiteren Film des Regisseurs mitzuspielen. Disney zahlte Shyamalan fünf Millionen US-Dollar für das Drehbuch und weitere fünf Millionen für die Regie. Damit wurde er zu einem der bestbezahlten Filmemacher Hollywoods. Der Regisseur, der mittlerweile als eine Art Wunderkind der Filmbranche galt, bekam ein fast doppelt so hohes Produktionsbudget (75 Millionen US-Dollar) wie bei seinem vorhergehenden Film zur Verfügung gestellt.
Die Arbeiten zu Unbreakable, einem Thriller um übernatürliche Kräfte und Helden, begannen schließlich 2000. Neben Willis sind auch Samuel L. Jackson und Robin Wright Penn zu sehen. In den USA äußerten sich die Kritiker größtenteils lobend über den Film, jedoch nicht so ausgeprägt positiv wie zuvor über The Sixth Sense. Shyamalan kam während der Dreharbeiten zu Unbreakable auch als möglicher Regisseur für die Kinoadaption von Harry Potter und der Stein der Weisen ins Gespräch.
Im selben Jahr im Juli, während der Howard-Stern-Show, erzählte Shyamalan, dass er sich einmal mit Steven Spielberg getroffen habe. Es sei um die Erstellung des Drehbuchs zum vierten Indiana-Jones-Film gegangen.
Dies wäre für den jungen Regisseur eine Chance gewesen, mit seinem Vorbild zusammenzuarbeiten. Aber die Vorstellungen waren wohl doch zu unterschiedlich. Shyamalan sagte, die Arbeit sei zu komplex gewesen, als dass sie beide ihre Meinung hätten durchsetzen können, und dass es weder der richtige Film noch Zeitpunkt gewesen sei, sich zusammenzutun.

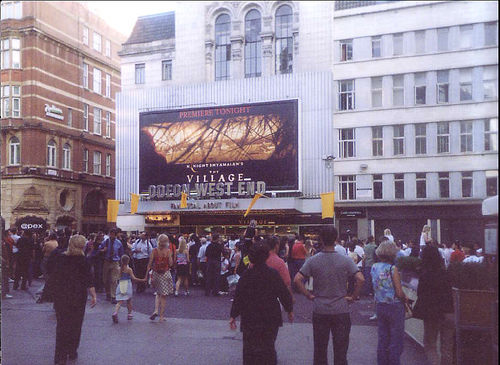
Londonpremiere von The Village

In der Folge schrieb Shyamalan das Drehbuch Signs, das den Kampf einer Familie gegen Außerirdische thematisiert. Die Disney-Studios kauften das Skript für fünf Millionen US-Dollar und boten ihm weitere siebeneinhalb Millionen Dollar für die Regie an. Die Hauptrollen wurden von Mel Gibson und Joaquin Phoenix verkörpert. 2002 legte der Kornkreis-Thriller den erfolgreichsten Start in der Geschichte von Touchstone Pictures (Disney), die den Film finanzierten, hin.
Shyamalan engagierte Joaquin Phoenix zwei Jahre später erneut für seinen Thriller The Village – Das Dorf, für den er außerdem Schauspieler wie Adrien Brody, Sigourney Weaver, William Hurt und Brendan Gleeson gewinnen konnte. Wieder wurde in Philadelphia gedreht und Touchstone Pictures finanzierte den Film. Shyamalans neuer Film konnte einen erfolgreichen Start verbuchen. Alles deutete auf einen großen kommerziellen Erfolg hin, doch nach der ersten Woche folgte in den Vereinigten Staaten ein deutlicher Rückgang um 66 %. Nach acht Wochen hatte The Village – Das Dorf weltweit ca. 260 Millionen US-Dollar eingespielt, deutlich weniger als The Sixth Sense oder Signs. Die Kritiken waren zutiefst gespalten.
Nach The Village kam Shyamalan für die Verfilmung des Romans Schiffbruch mit Tiger von Yann Martel ins Gespräch. Er lehnte jedoch ab, da er befürchtete, sein Film würde der literarischen Vorlage nicht gerecht werden.

### Rückschläge und Krise (2004–2013)
Shyamalan ging daran, die selbstverfasste Gutenachtgeschichte Das Mädchen aus dem Wasser für die Leinwand zu adaptieren. Er entwickelte ein Drehbuch und präsentierte es den Disney-Studios. Produktionschefin Nina Jacobson und Marketing-Direktor Oren Aviv kritisierten das Skript jedoch scharf. Am 15. Februar 2005 kam es dann zu einem gemeinsamen Dinner: Jacobson und Aviv lehnten die Geschichte ab mit der Begründung, dass sie zu wirr geraten sei. Der Studio-Chairman Dick Cook, der ebenfalls anwesend war, machte Shyamalan sogleich ein Angebot: „Wir geben dir 60 Millionen Dollar. Mach mit dem Geld, was du willst. Wir werden uns nicht einmischen. Wir sehen uns bei der Premiere.“ Daraufhin griff der Regisseur die Disney-Leute als nur an Geld interessierte Produzenten an und meinte, dass sie keinen Sinn für „bilderstürmerische Genies“ wie ihn besäßen. Anschließend kündigte er dort und wechselte zu den Warner Brothers Studios, die die Dreharbeiten finanzierten.
Der Film erzählt die märchenhafte Geschichte eines Hausmeisters, gespielt von Paul Giamatti, der eine junge Frau aus dem Swimmingpool seines Wohnkomplexes rettet; mit wundersamen Folgen: Das Mädchen entpuppt sich als Nymphe, die von grausamen Kreaturen gejagt wird. Hausmeister Cleveland und die Bewohner der Anlage versuchen, ihr zu helfen. Bryce Dallas Howard, die bereits in The Village eine wichtige Rolle gespielt hatte, verkörperte die geheimnisvolle Nymphe. Der 70 Millionen US-Dollar teure Film kam im Sommer 2006 in die Kinos. Während er sein Märchen auf einer Pressekonferenz vorstellte, äußerte Shyamalan, dass er gerne die Regiearbeit im siebten Harry-Potter-Film übernehmen würde. Die Kritiken zu Das Mädchen aus dem Wasser fielen überwiegend negativ aus und der Film wurde ein finanzieller Misserfolg.
Gleichzeitig mit dem Kinostart gab Shyamalan zahlreiche Fakten aus seinem Privatleben preis. Michael Bamberg publizierte eine ausführliche Biografie über den Regisseur: The Man Who Heard Voices: Or, How M. Night Shyamalan Risked His Career on a Fairy Tale (etwa: „Der Mann, der Stimmen hörte: Oder Wie M. Night Shyamalan seine Karriere wegen eines Märchens riskierte“). In diesem Buch erzählt Shyamalan von den Dreharbeiten zu Das Mädchen aus dem Wasser und seinem Streit mit Disney.

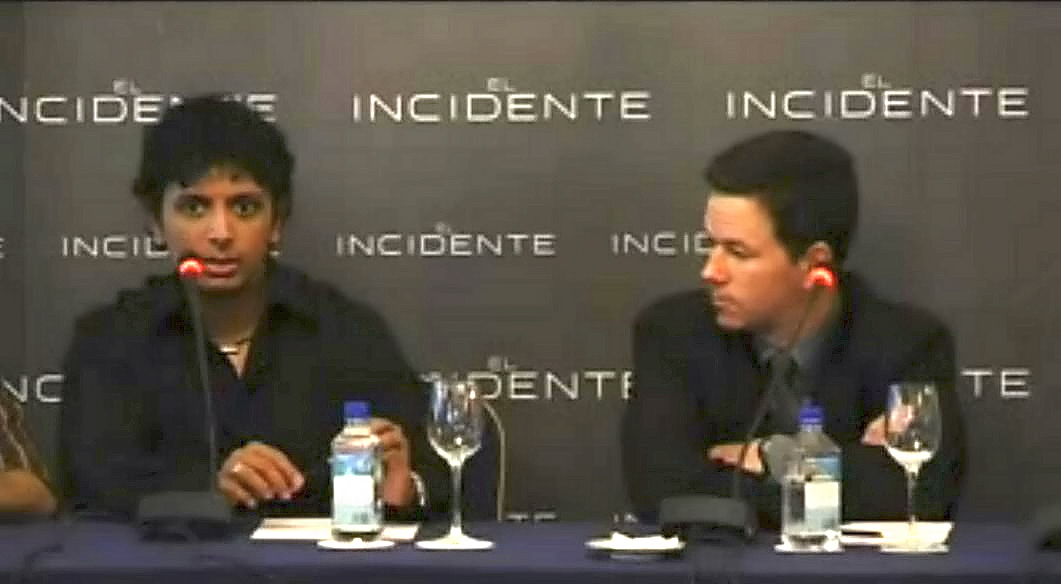
Shyamalan und Wahlberg auf einer Pressekonferenz von The Happening in Spanien

Nach diesem Misserfolg galt Shyamalan nicht mehr als „sichere Bank“, und es wurde für ihn schwierig, ein Studio zu finden, das sein neues Projekt mit dem Titel The Green Effect unterstützen würde. Schließlich griff Twentieth Century Fox zu, unter der Bedingung, das Drehbuch ein wenig umzuschreiben, den Titel zu ändern und die Hälfte der Produktion von einem anderen Studio finanzieren zu lassen. Shyamalan schrieb das Skript um, änderte den Titel in The Happening und fand den indischen Medienkonzern UTV, der die Hälfte der Kosten übernahm. Als Hauptdarsteller verpflichtete er Mark Wahlberg und Zooey Deschanel. In dem Öko-Thriller geht es um Pflanzen, die ein Nervengift ausstoßen, das Menschen so beeinflusst, dass sie Selbstmord begehen.
Allison Hope Weiner schrieb in der New York Times vom 2. Juni 2008, der Misserfolg von Das Mädchen aus dem Wasser an den Kinokassen und bei den Kritikern habe Druck auf Shyamalan erzeugt. Sie spekulierte außerdem, dass er nach einem Misserfolg von The Happening Probleme bekommen könnte, die vollständige Kontrolle über seine Projekte zu behalten. Kommerziell wurde The Happening zu einem größeren Erfolg als Das Mädchen aus dem Wasser. Weltweit erzielte er ein Einspielergebnis von rund 163 Millionen US-Dollar. Die Kritiken blieben jedoch weiterhin ablehnend.
Bereits 2007 hatte Shyamalan für die Verfilmung der Fernsehserie Avatar – Der Herr der Elemente bei Paramount Pictures unterschrieben. Er verfasste das Drehbuch und übernahm auch die Regie. Shyamalans Filmtitelwahl Avatar: The Last Airbender führte zu einem Rechtsstreit mit James Cameron, der die Rechte an dem Titel Avatar für seinen Science-Fiction-Film besaß. Die Filmproduzenten kürzten den Titel deshalb auf The Last Airbender (dt. Die Legende von Aang) ab.
Die Dreharbeiten begannen im März 2009 in Grönland. Der US-Kinostart war am 1. Juli 2010, der deutsche am 19. August 2010. Der Film wurde von den Kritikern mit überwältigender Mehrheit abgelehnt und erhielt im Februar 2011 bei der Verleihung der Goldenen Himbeere fünf der Negativpreise, darunter für die schlechteste Regieleistung und das schlechteste Drehbuch. In Europa fiel das Urteil etwas wohlwollender aus, aber die Kritiker waren sich in dem Punkt einig, dass die 3D-Konvertierung überflüssig und miserabel sei. Finanziell gesehen wurde Die Legende von Aang mit einem weltweiten Einspielergebnis von 320 Millionen US-Dollar nach The Sixth Sense und Signs jedoch zu Shyamalans dritterfolgreichstem Film.
Parallel zu den Arbeiten an Die Legende von Aang schloss Shyamalan mit Media Rights Capital einen Vertrag ab: Er solle drei Horrorfilme unter dem Siegel The Night Chronicles produzieren. Der erste Film der geplanten Trilogie kam am 13. Januar 2011 unter dem Titel Devil – Fahrstuhl zur Hölle in die deutschen Kinos. Shyamalan fungierte als Ideengeber und Produzent, die Regie übernahm John Erick Dowdle. Die Kritikerstimmen fielen gemischt aus, waren aber deutlich positiver als bei den vorangegangenen Filmen.
Am 31. Mai 2013 startete Shyamalans Science-Fiction-Film After Earth, in dem Will und Jaden Smith die Hauptrollen verkörpern, in den US-amerikanischen Kinos. Die Kritiken fielen überwiegend negativ aus und die Einnahmen am Startwochenende blieben deutlich hinter den Erwartungen zurück. Der deutsche Kinostart war am 6. Juni 2013. Am 10. September 2013 erschien beim Verlag Simon & Schuster Shyamalans Buch I Got Schooled, in dem er eine US-amerikanische Bildungsreform vorschlägt.

### Comeback (seit 2014)
Nachdem Shyamalan mit mehreren Projekten für Fernsehserien in Verbindung gebracht wurde, unter anderem Proof für den Sender Syfy und Lost Horizon bei NBC, gab der US-amerikanische Fernsehsender Fox Mitte 2013 bekannt, dass der indischstämmige Filmemacher bei der geplanten Serie Wayward Pines Regie führen und gemeinsam mit Chad Hodge als Produzent fungieren werde. Ein Jahr später wurde die Mystery-Serie für das Jahr 2015 bestellt und Fox ließ mitteilen, dass die Serie ab dem 14. Mai 2015 in 125 Ländern ausgestrahlt werden sollte, was bis dahin den größten weltweiten Start einer TV-Serie darstellte.
Bei der Vorproduktion konnten renommierte Schauspieler wie Melissa Leo, Juliette Lewis, Terrence Howard und Toby Jones gewonnen werden.
Die in der Tradition von Twin Peaks und Lost stehende Geschichte wurde schließlich wie geplant im Mai 2015 weltweit ausgestrahlt. Die Mystery-Krimiserie über den Secret-Service-Agent Ethan Burke, der das Verschwinden von zwei Bundesbeamten in der mysteriösen Kleinstadt Wayward Pines in Idaho untersucht, wurde von den Kritikern überwiegend positiv gesehen und als Wendepunkt in Shyamalans Karriere gewertet. So lautete etwa der Konsens von 50 Rezensionen auf der Website von Rotten Tomatoes: „So unheimlich und merkwürdig wie nur möglich, ist Wayward Pines eine erfreuliche Rückkehr für M. Night Shyamalan zu alter Stärke.“ Aufgrund des Erfolgs bei Zuschauern und Kritikern bestellte Fox für 2016 eine zweite Staffel mit zehn Episoden; sie wurde ab Mai 2016 in den USA ausgestrahlt. Shyamalan wirkte erneut als ausführender Produzent mit, führte selbst aber nicht mehr Regie.
Anfang 2014 gab Shyamalan bekannt, dass er gern die Rechte an seinem 1993 verkauften Drehbuch Labor of Love (siehe weiter oben) zurückerlangen würde, um die Geschichte eines Buchhändlers, der bei einem Unfall seine Frau verliert, nun zu verfilmen. In der Hauptrolle sei Bruce Willis im Gespräch, doch der für 2015 geplante Drehstart wurde bisher nicht wahrgenommen. Shyamalan drehte stattdessen den Low-Budget Horrorfilm The Visit (Arbeitstitel: Sundowning) mit minimalem Set, zu dem unter anderem Kostümdesignerin Amy Westcott (Black Swan) und Kamerafrau Maryse Alberti (The Wrestler) gehörten. Die Dreharbeiten wurden geheim gehalten, gedreht wurde für 5 Millionen US-Dollar in Philadelphia, Pennsylvania. Shyamalan finanzierte sein Projekt durch sein eigenes Gehalt, das er für seinen vorherigen Film After Earth (2013) bekommen hatte. Damit wollte er sich nach seinen durchwachsenen Erfahrungen mit Hollywood-Produktionen erneut die künstlerische Freiheit (und damit den Endschnitt) sichern und an seine alten Horror-Thriller-Wurzeln anknüpfen. Während der Postproduktion konnte er den unabhängigen Produzenten Jason Blum dazu bewegen, den Film bei Universal Pictures beim internationalen Filmvertrieb und -verleih unterzubringen. Wie bereits Wayward Pines wurde The Visit weitgehend positiv aufgenommen – die Kritiker sprachen von einem mehr oder weniger gelungenen Comeback. Der Kritikerkonsens lautete „The Visit liefert Horrorfans eine zufriedenstellende Mischung aus Nervenkitzel und Lachern – und bedeutet außerdem eine willkommene Rückkehr zu alter Form für Regisseur und Autor M. Night Shyamalan.“ Auch an den Kinokassen konnte der Film überzeugen und spielte bis zum 26. Oktober 2015 weltweit 98,4 Millionen US-Dollar ein, das 19fache seiner Produktionskosten.
Ab November 2015 arbeitete Shyamalan an seinem nächsten, ebenfalls von Jason Blum produzierten Thriller mit dem Titel Split. Für die Hauptrolle war zunächst Joaquin Phoenix im Gespräch, dieser wurde aber schließlich durch den britischen Schauspieler James McAvoy ersetzt. Im September 2016 feierte der Film auf dem Fantastic Fest in Austin Weltpremiere und wurde überwiegend positiv aufgenommen. Der Guardian meinte etwa, Shyamalans Werk sei eine „meisterhafte Mischung aus Hitchcock, Horror und Therapiesitzungen“. Der Filmstart in den Vereinigten Staaten war am 20. Januar 2017 – mit 40,1 Mio. US-Dollar landete der Film auf Platz eins der Charts und übertraf damit die Erwartungen. Kurz vor Drehbeginn zu Split wurde Shyamalan von der US-Sängerin Andra Day damit beauftragt, bei dem Musikvideo zu ihrem Song Rise Up Regie zu führen. Dabei handelte es sich um Shyamalans erstes Musikvideo, wie er auf Twitter verlauten ließ. Der Clip wurde im Mai 2016 veröffentlicht.
Anfang 2016 wurde außerdem bekannt, dass Shyamalan zusammen mit dem US-amerikanischen Sender TNT, die Horror-Anthologieserie Geschichten aus der Gruft (1989) wieder beleben möchte. Er soll dabei als Produzent und Regisseur fungieren. Darüber hinaus hat Shyamalan zusammen mit Alex Carter (Autor der Serie Family Guy) ein Drehbuch über eine in den USA lebende indische Großfamilie verfasst. Die animierte Sitcom soll den Titel Eleven Little Indians bekommen und von 20th Century Fox produziert werden.
Via Twitter kündigte Shyamalan im April 2017 den Film Glass an. Dieser wurde 2019 veröffentlicht und spielte im selben Universum wie Unbreakable – Unzerbrechlich und Split. Bruce Willis und Samuel L. Jackson übernahmen ihre damaligen Rollen aus Unbreakable. Im August 2018 veröffentlichte der deutsche Verleih (Walt Disney Studios Motion Pictures Germany) den ersten offiziellen Trailer, der zweite Trailer erschien Mitte Oktober 2018.
Im Anschluss folgte die Serie Servant, an der Shyamalan als federführender Autor und als Produzent beteiligt ist. Im Januar 2021 wurde die zweite Staffel veröffentlicht. Im Juli 2021 wurde, die von ihm inszenierte Verfilmung des Comics Sandburg, Old veröffentlicht.
Im Oktober 2021 wurde bekanntgegeben, dass Shyamalan Jurypräsident der Internationalen Filmfestspiele Berlin 2022 sein wird.
Im Februar 2023 kam sein neuer Thriller Knock at the Cabin weltweit in die Kinos. Im Folgejahr inszenierte er den Thriller Trap: No Way Out und produzierte den Horrorfilm They See You, der das Regiedebüt seiner Tochter Ishana Shyamalan ist.

## Inhalte und Formen
„Ich mag düstere Geschichten. Ich mag komplizierte Situationen. Ich mag Entwicklungen in meinen Storys, die völlig entgegengesetzte Gefühle auslösen. Meine Filme sollen nachwirken. Der Horror in meinen Filmen ist nur eine Haube, die den Zuschauer gefangen nehmen soll, damit er genauer zusieht und genauer zuhört.“

### Genre
Shyamalans Filme sind in den Genrebereich des Melodrams, Fantasy- und Horrorfilms einzuordnen. Der indischstämmige Regisseur weicht jedoch vor allem von der traditionell dem Horrorfilm zugeschriebenen filmästhetischen „Destabilisierung, die den Eindruck von Irrealität und Halluzination erzeugt“ ab und verwendet nicht, wie viele zeitgenössische Regisseure, Spezialeffekte oder Action (wie etwa Explosionen oder Schießereien), die eigentlich in diesen Genres üblich sind.
Demnach versucht Shyamalan „Genrekonventionen auf den Kopf zu stellen“. Unbreakable wird gern als Comicfilm bezeichnet, Signs als Science-Fiction-Film. Unbreakable übernimmt zwar visuelle Effekte des Superheldenfilms und „unterwirft sich den narrativen Rahmenbedingungen naiver Gut-Böse-Sujets“, unterscheidet sich aber von Filmen desselben Genres wie etwa Superman, Batman oder X-Men deutlich. Filmwissenschaftler sehen in dem Film eher ein Melodram oder bezeichnen ihn wegen seiner teils unheimlichen und bedrohlichen Atmosphäre als einen Mystery-Thriller. Dasselbe gilt für Signs: Der Film ist eher eine Mischung aus Melodram und Thriller als ein Science-Fiction-Film. Auch The Village wird als (Liebes-)Thriller gesehen, obwohl der Film eigentlich ein Kostümdrama ist. Der Katastrophenfilm The Happening wurde gar als eine Art „Gegen-Katastrophenfilm“ interpretiert.
Dass der Regisseur eine ungewöhnliche Art der Darstellung im Bereich des Phantastischen und Horrors gefunden hat, spiegelt sich unter anderem in der Rezeption seiner Filme wider. Bernd Zywietz meint zum Beispiel in seiner Arbeit über Shyamalan:

„Durch den Verzicht auf gewohnte Stilismen wie Lichterscheinungen, schnelle Schnitte, Choräle oder sinfonischen Großeinsatz auf der Musikspur inszeniert Shyamalan das Ungeheuerliche oder Phantastische sehr profan.“

### Themen
Den Handlungskern der Filme bilden die verschiedensten Themen. Religion und der damit verbundene Glaube spielen insbesondere in The Sixth Sense  und Signs eine wichtige Rolle. So gewinnt der Pfarrer in letzterem Film anhand der erzählten Geschichte seinen verloren gegangenen Glauben zurück, in The Sixth Sense dient die Religion als Schutz und Zufluchtsort. In Die Legende von Aang wird das Religiöse durch das Spirituelle aus der Fernsehserie ersetzt. Des Weiteren bilden Selbstfindung und Identitätssuche wichtige Konstanten in Shyamalans Filmen. In Unbreakable geht es darum, die eigene Bestimmung zu finden und zu akzeptieren, in Das Mädchen aus dem Wasser müssen die Bewohner eines Mietblocks ihre Funktionen in einem Rätsel ebenfalls finden und bestimmen und in The Village – Das Dorf lernen die Protagonisten ihre Persönlichkeit zu entfalten. Auch in Die Legende von Aang geht es um Selbstfindung, wenn Aang sich zunächst als Avatar entdecken und in seine neue Rolle schlüpfen muss.
Zentrales Motiv in beinahe allen Filmen ist außerdem die Familie. Männer, „die über persönliche, seelische und eben meist familiäre Verluste dem Leben entrückt sind“, stehen dabei im Mittelpunkt. Vor allem die Kinder zeigen sich den familiären Problemen gegenüber meist aufgeschlossen und versuchen die Erwachsenen wieder auf den richtigen Weg zu bringen (The Sixth Sense, Unbreakable, Signs, Das Mädchen aus dem Wasser). In After Earth treibt Shyamalan dieses Thema auf die Spitze: Der Vater verfügt diesmal über erhebliche physische Schmerzen und ist außer Gefecht gesetzt. Der Sohn muss nun in dessen Fußstapfen treten und beiden das Leben retten. Dabei entwickelt sich der Sohn vom Jugendlichen hin zum Erwachsenen – der Film ist somit eine Neuauflage des Coming-of-Age-Motivs. In The Visit wird die Mutter der beiden Protagonisten seit Verlassen des Elternhauses von Erinnerungsschmerzen geplagt. Sie versucht, über den Besuch der Kinder bei ihren Eltern eine Versöhnung zu erreichen. So gesehen präsentiert auch dieser Film ein „Spektrum zur Dysfunktionalität der Familie“.
Diese Kernthemen werden anschließend mit phantastischen oder unheimlichen zusätzlichen Handlungsebenen umwoben, deren Aufgabe es ist, die Aufmerksamkeit des Zuschauers auf die Geschichte zu lenken und ihn in deren Bann zu ziehen. Shyamalans Filme sind also „Dramen unter dem Deckmantel des Phantastischen.“ So sagt der Regisseur selbst, die Angst sei nur ein Hilfsmittel, das Publikum gefangen zu nehmen.

### Stil

#### Kamera und Schnitt
Die Kamera beobachtet die Situation meistens aus einer gewissen Distanz. Der Zuschauer muss deshalb die Beziehung der Charaktere (vgl. Bühnenanordnung) durch ihre Positionierung im Raum beurteilen. Shyamalans Filme sind von Halbtotalen- und Halbnaheinstellungen geprägt, was entgegen der Genrekonvention von drastischen Schnittfolgen, der Verweigerung des Überblicks und des in den Aktionen bevorzugten Einsatzes von „Halbnaheinstellungen, unterbrochen von Naheinstellungen“ spricht. Die Kameraführung passt sich den Emotionen und Bewegungen der Protagonisten an. Diese extreme Ausrichtung auf die Schauspieler hat für die Darstellung der Geister, Aliens oder unheimlichen Gestalten zwei Folgen: Entweder man sieht sie explizit oder gar nicht. Ein häufig wiederkehrendes Merkmal ist außerdem, dass verschiedene Szenen nur mit einer Kamera gedreht werden oder aus nur einer einzigen, langen Kameraeinstellung bestehen.

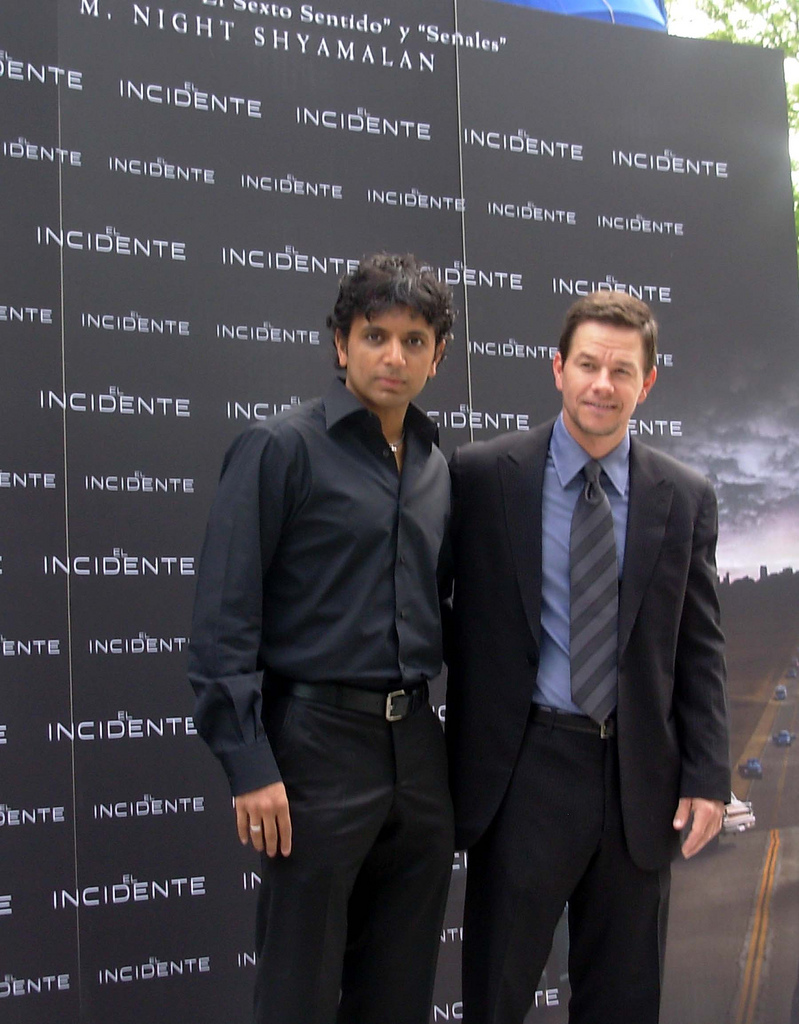
M. Night Shyamalan und Schauspieler Mark Wahlberg 2008

In Shyamalans Filmen existieren vergleichsweise wenige Schnitte. Es dominieren Szenen, die sich „in einer ungeschnittenen Plansequenz“ vollziehen. Donato Totaro hat dies empirisch ermittelt: Er schrieb, The Sixth Sense habe 686 Kameraeinstellungen. Das heißt, nach jeweils 8,7 Sekunden komme ein Schnitt, Unbreakable 322 Einstellungen (alle 18,7 Sekunden ein Schnitt) und Signs 574 (ein Schnitt nach durchschnittlich 10,3 Sekunden). Verglichen mit anderen Filmen wie etwa Armageddon, bei denen die Anzahl der Einstellungen bei zwei- bis dreitausend liegt, weisen Shyamalans Filme deutlich weniger Schnitte, dafür aber längere Kameraeinstellungen auf.
Dadurch werden die Filme ruhig und langsam gehalten, die Protagonisten und ihr Drama rücken in den Mittelpunkt: „Die Einstellungen sind so lang, dass man den Figuren beim Durcharbeiten ihrer inneren Konflikte in Ruhe zusehen kann, was den Schauspielern ungewöhnlich viel Freiraum lässt.“ Als der Protagonist von Unbreakable – Unzerbrechlich am Ende des Films beispielsweise gegen einen Eindringling kämpft, „verlässt die Kamera ihre Position nicht“. Die gesamte Szene wird von einer überblickenden Einstellung gefilmt, was den Kampf als weniger actionreich wirken lässt. Auch in Die Legende von Aang sind viele Kampfszenen aus einer einzigen Kameraperspektive gefilmt worden. Die Kamera schwebt dabei um die Figuren herum: Die Folgen sind der Eindruck von Nicht-Dynamik und Distanzierung.
Die Schnitte nehmen den Filmen oft das Tempo, etwa durch lange Schwarzblenden (The Sixth Sense, Unbreakable), Überblendungen (Signs, The Village) oder Zeitlupe (The Village, Das Mädchen aus dem Wasser, The Happening). In einem Interview meint Shyamalan:

„Heute entstehen die meisten Filme durch aufwändige Montagen im Schneideraum, der eigentliche Dreh verkommt zur puren Materialbeschaffung. Ich wähle einen anderen Ansatz und versuche, die Magie des Augenblicks einzufangen. Wenn man während eines Gesprächs häufig schneidet, erzeugt man automatisch eine andere Realität als am Set. Oft kommt dann das böse Erwachen, weil man die Magie nicht mehr spüren kann. Deshalb wähle ich oft Theaterschauspieler und drehe so zusammenhängend wie möglich.“

#### Ton
Durch die Musik von James Newton Howard, der seit The Sixth Sense zu allen Shyamalan-Filmen (ausgenommen Devil und The Visit) die Filmmusik komponierte, und durch laute Töne/Geräusche bzw. Soundeffekte (z. B. starkes Windwehen in Signs oder The Happening, knarzende Äste in The Village oder Krachgeräusche („smush“) in The Visit) werden unter anderem unheimliche, dramatische Momente und Schocks erzeugt, „so dass die Ruhe der Bildführung und die Dramatik des Tons teilweise in einem merkwürdigen diskrepanten Verhältnis stehen.“
Shyamalan selbst beschreibt den massiven Einsatz von Tönen und Geräuschen als seine Spezialeffekte. „Dafür opfere ich viel Zeit und Kraft, genau so viel für wichtige Szenen als auch für welche, die unbedeutend erscheinen. Sie können die Art und Weise eines Dialoges damit sehr einfach ändern, indem Sie die Effekte gleichzeitig, danach oder davor verwenden. […] Er ist ein sehr mächtiges Werkzeug, eines, das im Kino am wenigsten genutzt wird. Es kann den Verlauf einer Geschichte komplett verändern.“

#### Licht und Symbolik
Das Spiel mit Licht und Schatten ist ein weiteres wichtiges Element in Shyamalans Filmsprache. So sorgen unter anderem die dunkel ausgeleuchteten Szenen bei The Sixth Sense und Unbreakable – Unzerbrechlich für eine unheimliche Filmatmosphäre. In Unbreakable wechselt die Beleuchtung außerdem ihre Farbe: Die Szenen mit Elijah, dem Antagonisten, gehen von einem warmen Gelb zu einem kühlen, fast schon metallischen Blau über, je näher das Filmende rückt. Bei den Szenen des Protagonisten Davids ist es genau umgekehrt; sie wechseln von dem kalten Blau zu diesem lebendigen Gelb. So wird die Gegenüberstellung Davids und Elijahs unterstrichen.
Der Regisseur arbeitet gerne mit der Symbolik des Wassers. In Signs – Zeichen oder Das Mädchen aus dem Wasser steht das Element für Errettung, Reinigung und Neubeginn, in Unbreakable – Unzerbrechlich ist es gewissermaßen die Achillesferse des Protagonisten David Dunn.
Neben der Wassersymbolik nimmt auch die Farbsymbolik einen wichtigen Platz in Shyamalans Werk ein. Der Filmemacher drückt mit den Farben vor allem die Gegenüberstellung von Gut und Böse aus, die sich wie ein roter Faden durch sein Gesamtwerk zieht. Gelb (The Village) und Grün (The Sixth Sense, Unbreakable)
stehen für Leben, Hoffnung und Schutz, während das hervorstechende Rot (The Sixth Sense, The Village) und die verschiedenen Violetttöne (Unbreakable) Angst und Gefahr symbolisieren.

### Prägende Einflüsse
Shyamalan bezeichnet Alfred Hitchcock und Steven Spielberg als seine zwei wichtigsten Vorbilder. Auf die Frage, wieso er von Hitchcock so fasziniert sei, antwortet er:

„Ich verehre Hitchcock für seinen Stil, seine Kompositionen. Heute werden Filme anders entwickelt: Wir können mithilfe der Technologie alles Mögliche zusammentragen und uns später überlegen, wie wir daraus einen Film machen. Man kann im Nachhinein einfacher etwas ändern, wenn das Publikum in Testvorführungen beispielsweise mehr Action sehen möchte. So muss man nicht mehr alles im Voraus planen und Szene für Szene entwickeln. Aber genau darum geht es mir: einen Film in meinem Kopf entstehen zu lassen, bis ins kleinste Detail. Hitchcock ist dahingehend mein großes Vorbild.“

Außerdem sagt er, dass er sich zu früheren Filmmethoden hingezogen fühle. „Anstatt den Killer mit dem blutigen Messer in der Hand zu zeigen, setze ich auf Geräusche und Beleuchtung, oder auf etwas, das sich bewegt, wodurch das Opfer merkt, dass jemand dort ist“, beschreibt Shyamalan seine Methode, Spannung zu erzeugen. So ist in manchen Filmpassagen deutlich der Einfluss einer dieser Regisseure oder Methoden zu spüren. Nach eigener Aussage soll The Happening der Film sein, der die filmhistorischen Einflüsse auf seine Arbeit am besten zeigt. Des Weiteren ist Shyamalan wie einst Hitchcock in seinen Filmen in einem sogenannten Cameo-Auftritt zusehen. In einem Interview meint er dazu: „Ich versuche damit, die Filme etwas persönlicher für mich zu gestalten. Es gibt mir einfach ein Gefühl der Unabhängigkeit – das Gefühl, dass nur ich alleine meine Filme mache. Eine Eigenart.“

## Rezeption
| Film                              | Rotten Tomatoes | Metascore        |
| Film                              | Überblick       | Überblick        |
| --------------------------------- | --------------- | ---------------- |
| Praying with Anger (1992)         | k. A.           | k. A.            |
| Wide Awake (1998)                 | 40 %            | 50 (21 Kritiken) |
| The Sixth Sense (1999)            | 85 %            | 64 (35 Kritiken) |
| Unbreakable (2000)                | 68 %            | 62 (31 Kritiken) |
| Signs (2002)                      | 74 %            | 59 (36 Kritiken) |
| The Village (2004)                | 43 %            | 44 (40 Kritiken) |
| Das Mädchen aus dem Wasser (2006) | 24 %            | 36 (36 Kritiken) |
| The Happening (2008)              | 17 %            | 34 (38 Kritiken) |
| Die Legende von Aang (2010)       | 6 %             | 20 (33 Kritiken) |
| After Earth (2013)                | 11 %            | 33 (41 Kritiken) |
| The Visit (2015)                  | 64 %            | 55 (34 Kritiken) |
| Split (2016)                      | 75 %            | 63 (48 Kritiken) |
| Glass (2019)                      | 36 %            | 43 (53 Kritiken) |
| Old (2021)                        | 50 %            | 55 (53 Kritiken) |
| Knock at the Cabin (2023)         | 67 %            | 63 (60 Kritiken) |

### Kritik

#### Shyamalans Filme
Die Kritiken über Shyamalans Filme sind oft gespalten. Auch fallen die Urteile vieler Kritiker, die zuvor von Shyamalans Werk begeistert waren, spätestens nach The Village deutlich negativer aus; so ist dies zum Beispiel bei dem Pulitzer-Preisträger Roger Ebert der Fall. Die Filmzeitschrift Cinema schreibt auf ihrer Website zusammenfassend, kein Film habe an den Erfolg von The Sixth Sense anknüpfen können und Shyamalan habe den wirklichen Tiefpunkt seiner Karriere mit dem „nassen Märchen“ Das Mädchen aus dem Wasser erreicht. Rechtsstehende Tabelle zeigt das sinkende US-amerikanische Kritiken-Barometer der Filme von Shyamalan auf Rotten Tomatoes. Erst mit The Visit scheint der seit 2006 andauernde Abwärtstrend gestoppt – mit 64 Prozent positiver Kritiken nähert sich Shyamalan somit wieder den Werten seiner ersten Filme an. Im Kritikerkonsens, basierend auf 197 Kritiken, heißt es bei Rotten Tomatoes auch, der Film sei „eine willkommene Rückkehr zu alter Form“.
Eine weitere klassische Kritik an Shyamalan ist, dass er ein besserer Regisseur als Drehbuchautor sei. Manche Kritiker schreiben, er würde mehr Erfolg haben, wenn er einen Autor engagierte, der helfen würde, seine Ideen für die Kinoleinwand umzusetzen.
Franz Everschor, Redakteur der Filmzeitschrift Filmdienst, hat die amerikanischen Kritiken analysiert, die von Film zu Film immer ablehnender werden. Er kam zu dem Schluss, dass die Filme von Shyamalan immer auf dem Spirituellen und Mystischen aufgebaut seien und dass sie zwei Seiten hätten – eine beunruhigende und eine kontemplative. Die nacherzählbare Handlung sei bei Shyamalan immer nur der halbe Film. Und da Amerikaner wenig Sinn dafür hätten, würden die Filme deshalb oft auf eine Mauer der Ablehnung stoßen wie im Sommer 2010 sein Film Die Legende von Aang, der einmütig verdammt worden ist.

#### Plagiatsvorwürfe
M. Night Shyamalan wurde auch als Plagiator bezeichnet. Man bemerkte, dass The Sixth Sense Ähnlichkeiten mit dem Roman Lost Boys von Orson Scott Card aufwies.
Außerdem beschuldigte der Drehbuchautor Robert McIlhenny ihn, die Handlung des eigenen, unverfilmten Drehbuchs Lord of the Barrens für seinen Film Signs – Zeichen größtenteils übernommen zu haben.
Margaret Peterson Haddix, Autorin von Krimi- und Science-Fiction-Romanen, drohte mit dem Gang vor Gericht, als sie merkte, dass The Village mehrere Passagen aus ihrem Jugendroman Running Out of Time enthielt.

### Einnahmen und Zuschauerzahlen

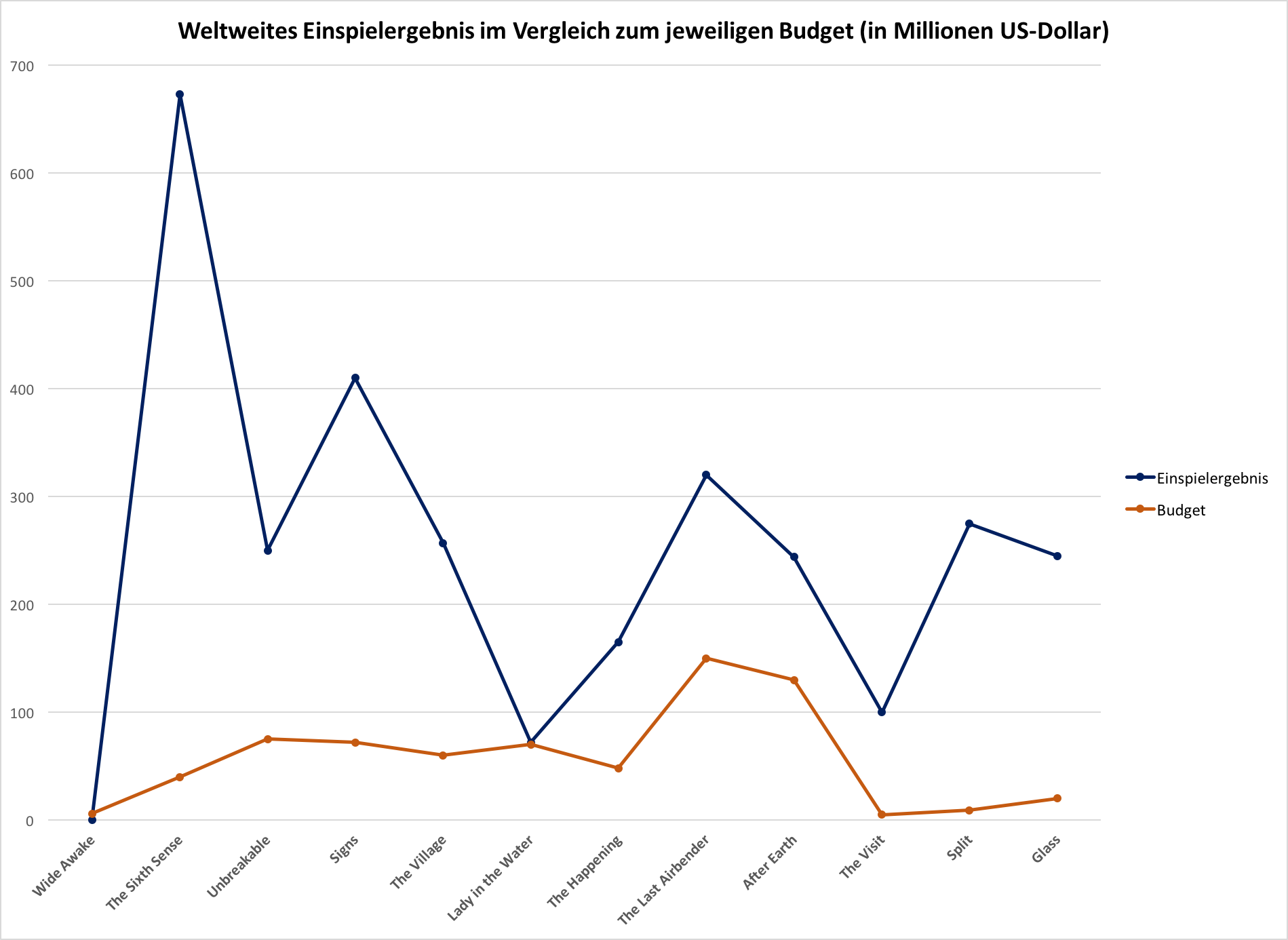
Visuelle Übersicht der Einspielergebnisse der Filme von Shyamalan (blau) im Verhältnis zum jeweiligen Budget (orange) (Stand: April 2017)

Weltweit spielten Shyamalans Filme von Wide Awake (1998) über The Village (2002) bis hin zu Glass (2019) rund 3 Milliarden US-Dollar ein. In Deutschland sahen die Filme etwa 15 Millionen Kinogänger (Stand: 17. April 2017). Folgende Tabelle illustriert die Einspielergebnisse der verschiedenen Filme von M. Night Shyamalan. DVD- und Blu-ray-Disc-Verkäufe werden dabei nicht berücksichtigt.
| Film                              | Land               | Box Office         | Budget        |
| --------------------------------- | ------------------ | ------------------ | ------------- |
| Wide Awake (1998)                 | weltweit           | 0,31 Millionen $   | 6 Millionen $ |
| Wide Awake (1998)                 | Vereinigte Staaten | 0,31 Mio. $        | 6 Millionen $ |
| The Sixth Sense (1999)            | weltweit           | 672,8 Mio. $       | 40 Mio. $     |
| The Sixth Sense (1999)            | Vereinigte Staaten | 293,5 Mio. $       | 40 Mio. $     |
| The Sixth Sense (1999)            | Deutschland        | 4,1 Mio. Besucher  | 40 Mio. $     |
| Unbreakable (2000)                | weltweit           | 248,1 Mio. $       | 75 Mio. $     |
| Unbreakable (2000)                | Vereinigte Staaten | 95 Mio. $          | 75 Mio. $     |
| Unbreakable (2000)                | Deutschland        | 2,4 Mio. Besucher  | 75 Mio. $     |
| Signs (2002)                      | weltweit           | 408,3 Mio. $       | 72 Mio. $     |
| Signs (2002)                      | Vereinigte Staaten | 227,9 Mio. $       | 72 Mio. $     |
| Signs (2002)                      | Deutschland        | 2,5 Mio. Besucher  | 72 Mio. $     |
| The Village (2004)                | weltweit           | 256,7 Mio. $       | 60 Mio. $     |
| The Village (2004)                | Vereinigte Staaten | 114,2 Mio. $       | 60 Mio. $     |
| The Village (2004)                | Deutschland        | 1,8 Mio. Besucher  | 60 Mio. $     |
| Das Mädchen aus dem Wasser (2006) | weltweit           | 72,8 Mio. $        | 70 Mio. $     |
| Das Mädchen aus dem Wasser (2006) | Vereinigte Staaten | 42,3 Mio. $        | 70 Mio. $     |
| Das Mädchen aus dem Wasser (2006) | Deutschland        | 0,1 Mio. Besucher  | 70 Mio. $     |
| The Happening (2008)              | weltweit           | 163,4 Mio. $       | 48 Mio. $     |
| The Happening (2008)              | Vereinigte Staaten | 64,5 Mio. $        | 48 Mio. $     |
| The Happening (2008)              | Deutschland        | 0,5 Mio. Besucher  | 48 Mio. $     |
| Die Legende von Aang (2010)       | weltweit           | 319,7 Mio. $       | 150 Mio. $    |
| Die Legende von Aang (2010)       | Vereinigte Staaten | 131,7 Mio. $       | 150 Mio. $    |
| Die Legende von Aang (2010)       | Deutschland        | 1,25 Mio. Besucher | 150 Mio. $    |
| After Earth (2013)                | weltweit           | 244 Mio. $         | 130 Mio. $    |
| After Earth (2013)                | Vereinigte Staaten | 60,5 Mio. $        | 130 Mio. $    |
| After Earth (2013)                | Deutschland        | 0,5 Mio. Besucher  | 130 Mio. $    |
| The Visit (2015)                  | weltweit           | 98,5 Mio. $        | 5 Mio. $      |
| The Visit (2015)                  | Vereinigte Staaten | 65 Mio. $          | 5 Mio. $      |
| The Visit (2015)                  | Deutschland        | 0,52 Mio. Besucher | 5 Mio. $      |
| Split (2017)                      | weltweit           | 278,5 Mio. $       | 9 Mio. $      |
| Split (2017)                      | Vereinigte Staaten | 138,7 Mio. $       | 9 Mio. $      |
| Split (2017)                      | Deutschland        | 1,21 Mio. Besucher | 9 Mio. $      |
| Glass (2019)                      | weltweit           | 245 Mio. $         | 20 Mio. $     |
| Glass (2019)                      | Vereinigte Staaten | 110 Mio. $         | 20 Mio. $     |
| Glass (2019)                      | Deutschland        | 0,9 Mio. Besucher  | 20 Mio. $     |
| Old (2021)                        | weltweit           | 90 Mio. $          | 18 Mio. $     |
| Old (2021)                        | Vereinigte Staaten | 48 Mio. $          | 18 Mio. $     |
| Old (2021)                        | Deutschland        | 0,2 Mio. Besucher  | 18 Mio. $     |
| Knock at the Cabin (2023)         | weltweit           | 54,7 Mio. $        | 20 Mio. $     |
| Knock at the Cabin (2023)         | Vereinigte Staaten | 35,4 Mio. $        | 20 Mio. $     |
| Knock at the Cabin (2023)         | Deutschland        | 0,1 Mio. Besucher  | 20 Mio. $     |

### Auszeichnungen (Auswahl)
M. Night Shyamalan erhielt insbesondere für The Sixth Sense verschiedene Nominierungen für bedeutende Filmpreise in den Kategorien bester Regisseur und bestes Drehbuch, darunter auch zwei Oscar-Nominierungen. Gewinnen konnte er im Jahr 2000 den Empire Award.
In der Power List der einflussreichsten Personen in Hollywood des bekannten Filmmagazins Premiere befand sich Shyamalan 2002 auf Platz 64, 2003 auf Platz 21 und 2004 auf Platz 23.
Und auf der Liste 51 Most Influential Entertainers von Entertainment Weekly war Shyamalan 2002 auf Platz 9 zu finden.
2006 wurde ihm der ShoWest Award als bester Regisseur des Jahres überreicht, 2008 der vierthöchste indische Zivilorden, der Padma Shri. Im Dezember 2012 bekam er die Gold Medal for Distinguished Achievement der The Pennsylvania Society verliehen. 2007 und 2011 erhielt er den Negativpreis die Goldene Himbeere für seine Filme Das Mädchen aus dem Wasser und Die Legende von Aang.
Folgende Auflistung gibt einen Überblick der wichtigsten Auszeichnungen bzw. Nominierungen.
Oscarverleihung 2000
- Nominiert:
  - Bester Regisseur für The Sixth Sense
  - Bestes Original-Drehbuch für The Sixth Sense

Bram Stoker Award
- 2000: Bestes Original-Drehbuch für The Sixth Sense
- Nominiert:
  - 2001: Bestes Original-Drehbuch für Unbreakable – Unzerbrechlich
  - 2003: Bestes Original-Drehbuch für Signs – Zeichen

British Academy Film Awards 2000
- Nominiert:
  - Bestes Original-Drehbuch für The Sixth Sense
  - Bester Regisseur für The Sixth Sense

Empire Awards
- 2000: Bester Regisseur für The Sixth Sense
- Nominiert:
  - 2003: Bester Regisseur für Signs – Zeichen
  - 2005: Bester Regisseur für The Village

Saturn Award
- 2000: Bester Horrorfilm für The Sixth Sense
- Nominiert:
  - 2000: Bestes Drehbuch für The Sixth Sense
  - 2016: Bester Horrorfilm für The Visit

Science Fiction and Fantasy Writers of America 
- 2000: Bestes Drehbuch für The Sixth Sense
- Nominiert:
  - 2001: Bestes Drehbuch für Unbreakable – Unzerbrechlich

Goldene Himbeere (Negativpreis)
- 2007: „Schlechteste Regie“ für Das Mädchen aus dem Wasser
- 2007: „Schlechtester Nebendarsteller“ für Das Mädchen aus dem Wasser
- 2011: „Schlechtester Film“ für Die Legende von Aang
- 2011: „Schlechteste Regie“ für Die Legende von Aang
- 2011: „Schlechtestes Drehbuch“ für Die Legende von Aang
- Nominiert:
  - 2007: „Schlechtester Film“ für Das Mädchen aus dem Wasser
  - 2007: „Schlechtestes Drehbuch“ für Das Mädchen aus dem Wasser
  - 2009: „Schlechtestes Drehbuch“ für The Happening
  - 2009: „Schlechteste Regie“ für The Happening
  - 2009: „Schlechtester Film“ für The Happening
  - 2011: „Schlechteste Neuverfilmung oder Fortsetzung“ für Die Legende von Aang
  - 2014: „Schlechtester Film“ für After Earth
  - 2014: „Schlechteste Regie“ für After Earth
  - 2014: „Schlechtestes Drehbuch“ für After Earth
  - 2016: „Himbeeren-Erlöser-Preis“ für The Visit

Weitere
- 1999: Nebula Award „Best Script (Bestes Drehbuch)“ für The Sixth Sense
- 2000: Nominiert für einen Golden Globe für das beste Drehbuch zu The Sixth Sense
- 2000: Nominiert für den Annie Award für das beste Drehbuch für Stuart Little
- 2000: Nominiert für den Writers Guild of America-Preis für das beste Drehbuch für The Sixth Sense
- 2000: Nominiert für den Las Vegas Film Critics Society Awards für das beste Drehbuch für The Sixth Sense

## Filmografie
- 1992: Praying with Anger (Regisseur, Produzent, Autor und Schauspieler)
- 1998: Wide Awake (Regisseur und Drehbuchautor)
- 1999: Stuart Little (Drehbuchautor)
- 1999: The Sixth Sense (Regisseur, Drehbuchautor und Cameo-Auftritt)
- 2000: Unbreakable (Regisseur, Drehbuchautor, Produzent und Cameo-Auftritt)
- 2002: Signs (Regisseur, Drehbuchautor, Produzent und Schauspieler)
- 2004: The Village (Regisseur, Drehbuchautor, Produzent und Cameo-Auftritt)
- 2006: Das Mädchen aus dem Wasser (Lady in the Water, Regisseur, Drehbuchautor, Produzent und Schauspieler)
- 2008: The Happening (Regisseur, Drehbuchautor, Produzent und Cameo-Auftritt)
- 2010: Die Legende von Aang (The Last Airbender, Regisseur, Drehbuchautor und Produzent)
- 2010: Devil – Fahrstuhl zur Hölle (Devil, Story und Produzent)
- 2013: After Earth (Regisseur, Story und Produzent)
- 2015–2016: Wayward Pines (Fernsehserie, Regisseur und Produzent)
- 2015: The Visit (Regisseur, Drehbuchautor und Produzent)
- 2016: Split (Regisseur, Drehbuchautor, Produzent und Schauspieler)
- 2019: Glass (Regisseur, Drehbuchautor, Produzent und Schauspieler)
- 2019–2023: Servant 4 Staffeln (Fernsehserie, Executive Producer)
- 2021: Old (Regisseur, Drehbuchautor und Schauspieler)
- 2023: Knock at the Cabin (Regisseur, Drehbuchautor und Produzent)
- 2024: They See You (The Watchers, Produzent)
- 2024: Trap: No Way Out (Trap, Regisseur, Drehbuchautor, Produzent und Schauspieler)
- 2024: Caddo Lake (Produzent)

## Schriften
- I Got Schooled: The Unlikely Story of How a Moonlighting Movie-Maker Learned the Five Keys to Closing America’s Education Gap. Simon & Schuster, New York 2013, ISBN 1-4767-1645-5
- Lady in the Water: A Bedtime Story. Brown Young Readers, London 2006, ISBN 0-316-01734-5.